# Bizau
Bizau è un comune austriaco di 1 064 abitanti nel distretto di Bregenz, nel Vorarlberg.